# Kodie shane
Kodie Williams conocida como Kodie Shane, es una rapera estadounidense y cantante nacida en Atlanta, Georgia. Sus canciones más populares incluyen "Drip on My Walk",  "Hold up" y "Start a Riot"

## Biografía
Nació en Atlanta, Georgia el 28 de octubre de 1998 y vivió su infancia en chicago. Su padre, Danny C Williams, era miembro de Rick, Ran & Dan, un grupo vocal masculino con sede en Detroit.  Su tía es la cantante de R & B Cherrelle de la fama "No quise ponerte".  La hermana de Shane, Brandi, era miembro de Blaque y se convirtió en un grupo de chicas vendedoras de platino.  El hermano mayor de Kodie es Lil Wop, y su madre es su gerente.

## Carrera musical
Kodie se embarcó en su carrera musical cuando tenía 14 años, , primero trabajando como guionista para el estudio de producción de Atlanta Greystone Park, supervisado por D.Clax y Matty P, dos veteranos de rap locales. Matty P le mostró su música a su amigo y asociado Coach K, el elegante pez gordo de Atlanta que maneja a Gucci Mane y Migos. Se convirtió en algo así como un mentor para Shane. Un par de años más tarde, él le presentó a Lil Yachty, la rapera hiper melódica cuyo ascenso al éxito es una de las narraciones 2016 más entrañables del rap, en el club Masquerade de Atlanta, donde los dos se unieron rápidamente.
Después de lanzar un EP llamado 2060 en marzo, Shane comenzó a obtener una verdadera tracción para sus propias canciones el verano pasado. Primero llegó el Little Rocket EP de junio, un tapiz retorcido de R & B vaporoso, trampa de traqueteo de troncos y odas a la abstinencia de las redes sociales, casi de un tono parecido al de Drake. El mes siguiente, Shane contribuyó con un verso al corte de postas de Lil Yachty, "All In", marcando su presentación formal como miembro de su banda de colaboradores, el Equipo de Vela. "Woah en mi muñeca, sí, más húmedo que un pez", dice ella, su voz dulce sobre trampas torpes y una melodía caprichosa. Las palabras pueden ser simples, pero su presencia de payasadas en el video - todas las poses vertiginosas y caras divertidas - casi roba el espectáculo.
"Tengo esta energía incesante que es casi molesta, como lo sería una hermana menor", dijo acerca de su papel en la tripulación. Pero también se niega a cumplir con los roles de género típicos y los modelos de relación: al principio de su carrera, Shane se autodenominó "The Don", una referencia al lotero titular de la película de 2013 Don Jon. "Es este tipo el que se lleva a todas las chicas, él es el jugador; él es el don ", explicó. "Cuando estaba viendo la película, pensaba: 'Quiero ser así'. Cuando [firmé con Epic en 2015], no pudimos conseguir el nombre", dijo Shane, "así que fui con Kodie Shane". "
Sin embargo, el espíritu de The Don está vivo y bien. Puedes escucharlo en sus declaraciones de apertura sexual en "Hold Up (Dough Up)", una canción que presenta a Yachty y Lil Uzi Vert. "No quiero nada más que a ti, sí", canta con confianza, antes de agregar: "Pero tu mejor amiga, ella también podría venir". Como muchos milenarios, Shane considera que los binarios rígidos de género y sexualidad son cosa del pasado . "Lo que quiero decir es que quiero ser capaz de hacer lo que quiero", explicó Shane con cuidado. "No quiero tener que enamorarme de lo que hay dentro de los pantalones de alguien".
La perspectiva de Shane está destinada a establecer un ejemplo de empoderamiento para los jóvenes. "Puedes ir a la escuela usando lo que quieras", insistió. "Puedes usar ropa de niño si quieres. Haz lo que quieras”. Describiendo su EP de seis canciones Zero Gravity, el preludio de su debut de larga duración, previsto para el próximo año, Shane predijo su propia evolución. "Sabrás que es la chica de 2060, basada en la sensación que te está dando, pero no será la misma música". En otras palabras, los oyentes deberían esperar al mismo viejo Shane, solo que concentrado narrativa mente y colaborativa mente más rico. Por eso, puedes agradecerle a esa mente suya. "A veces me siento y escribo, pero puedo escribir en mi cabeza", dijo, "línea por línea". Eso es una maldición.

## Discográfica
- 2060 (2016)
- Little Rocket (2016)
- Zero Gravity (2016)
- Back The Future (2017)